# Urdaneta (métro de Maracaibo)
Pour les articles homonymes, voir Urdaneta.
Libertador est une station de la ligne 1 du métro de Maracaibo.